# Монтильо-Монферрато
Монтильо-Монферрато (итал. Montiglio Monferrato) — коммуна в Италии, располагается в регионе Пьемонт, в провинции Асти.
Население составляет 1745 человек (2008 г.), плотность населения составляет 65 чел./км². Занимает площадь 27 км². Почтовый индекс — 14026. Телефонный код — 0141.
Покровителем коммуны почитается святой Лаврентий, празднование 10 августа.

## Демография
Динамика населения:

## Галерея

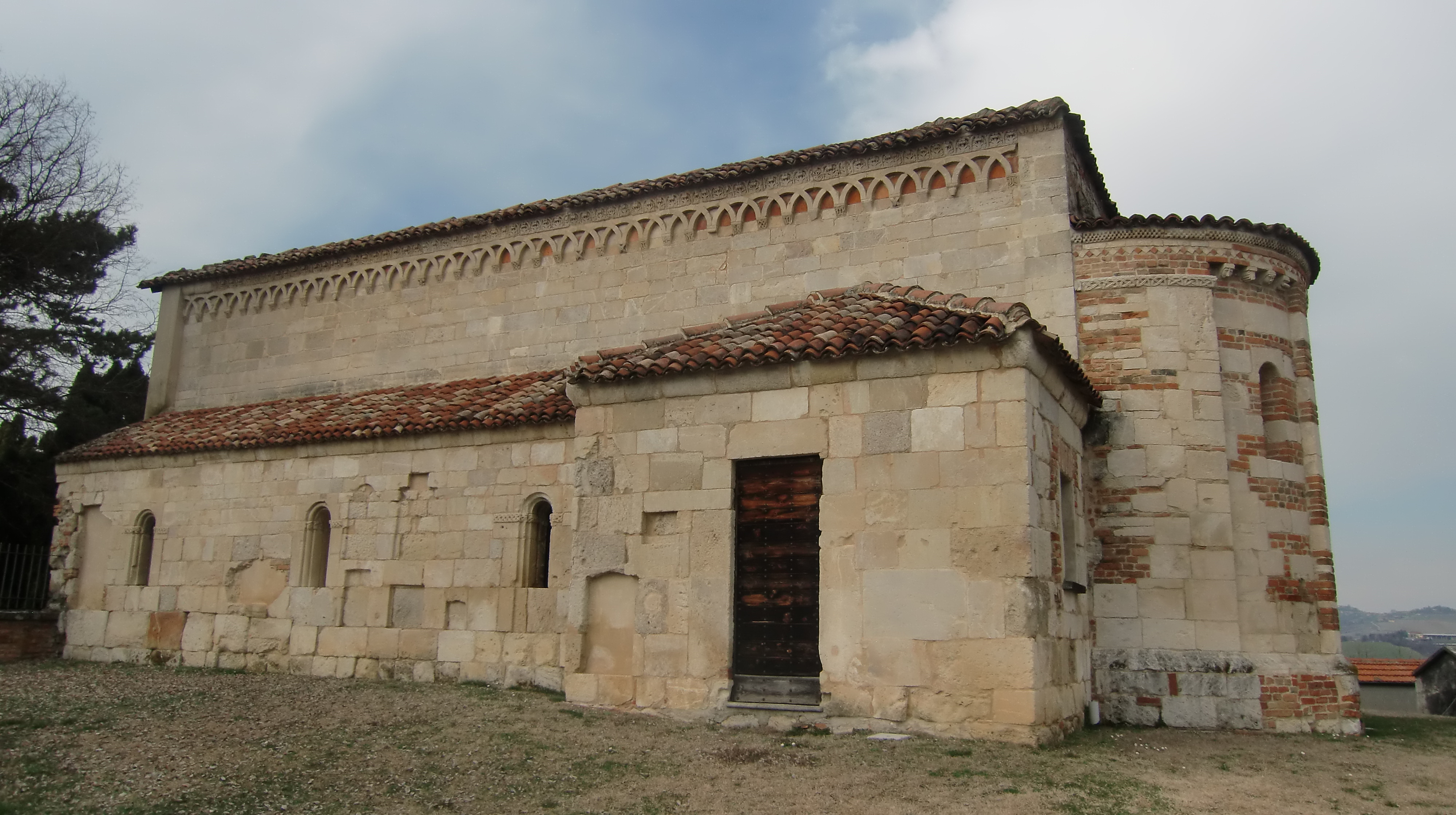
La pieve di San Lorenzo
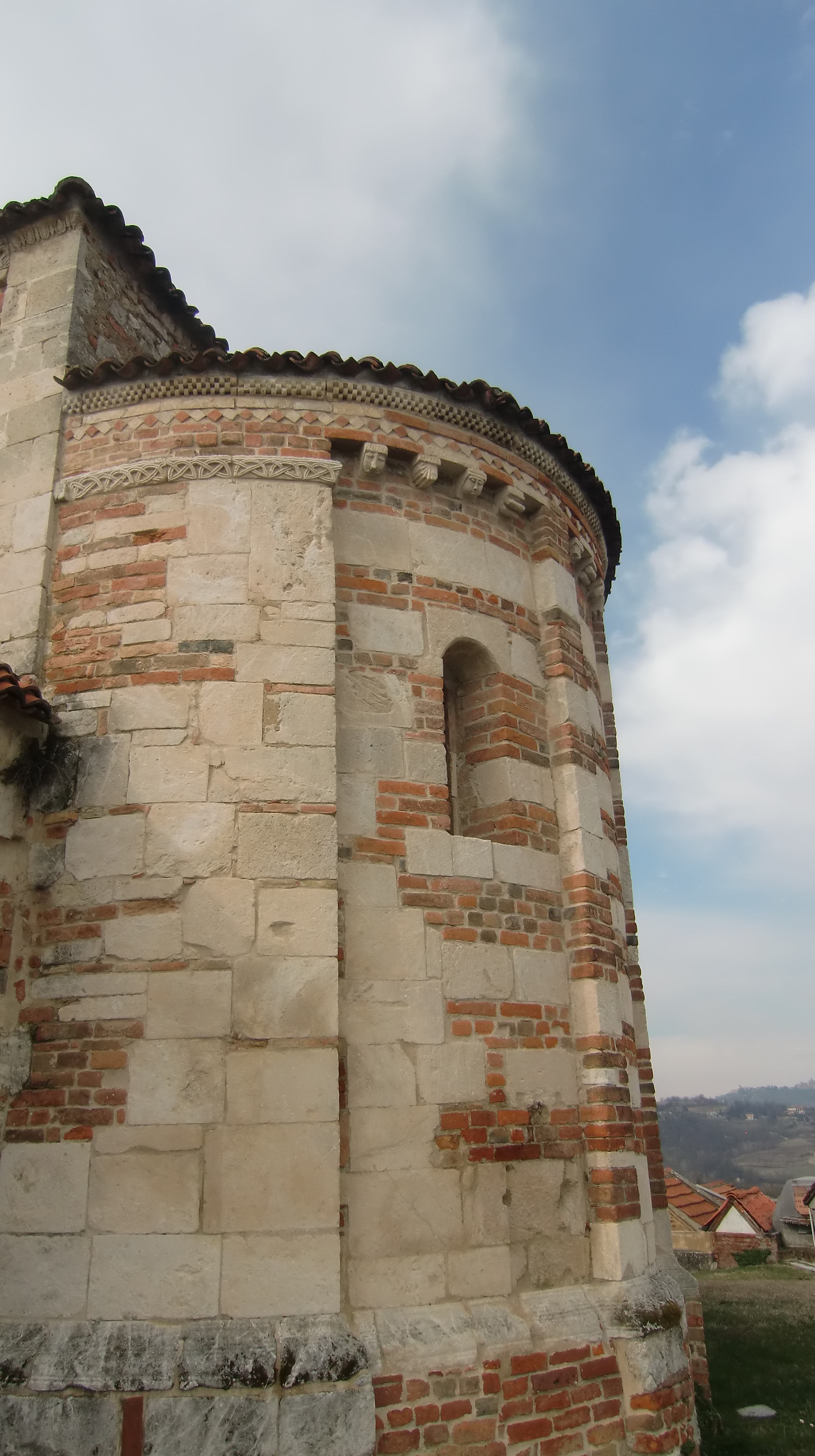
Pieve di San Lorenzo, abside della chiesa romanica
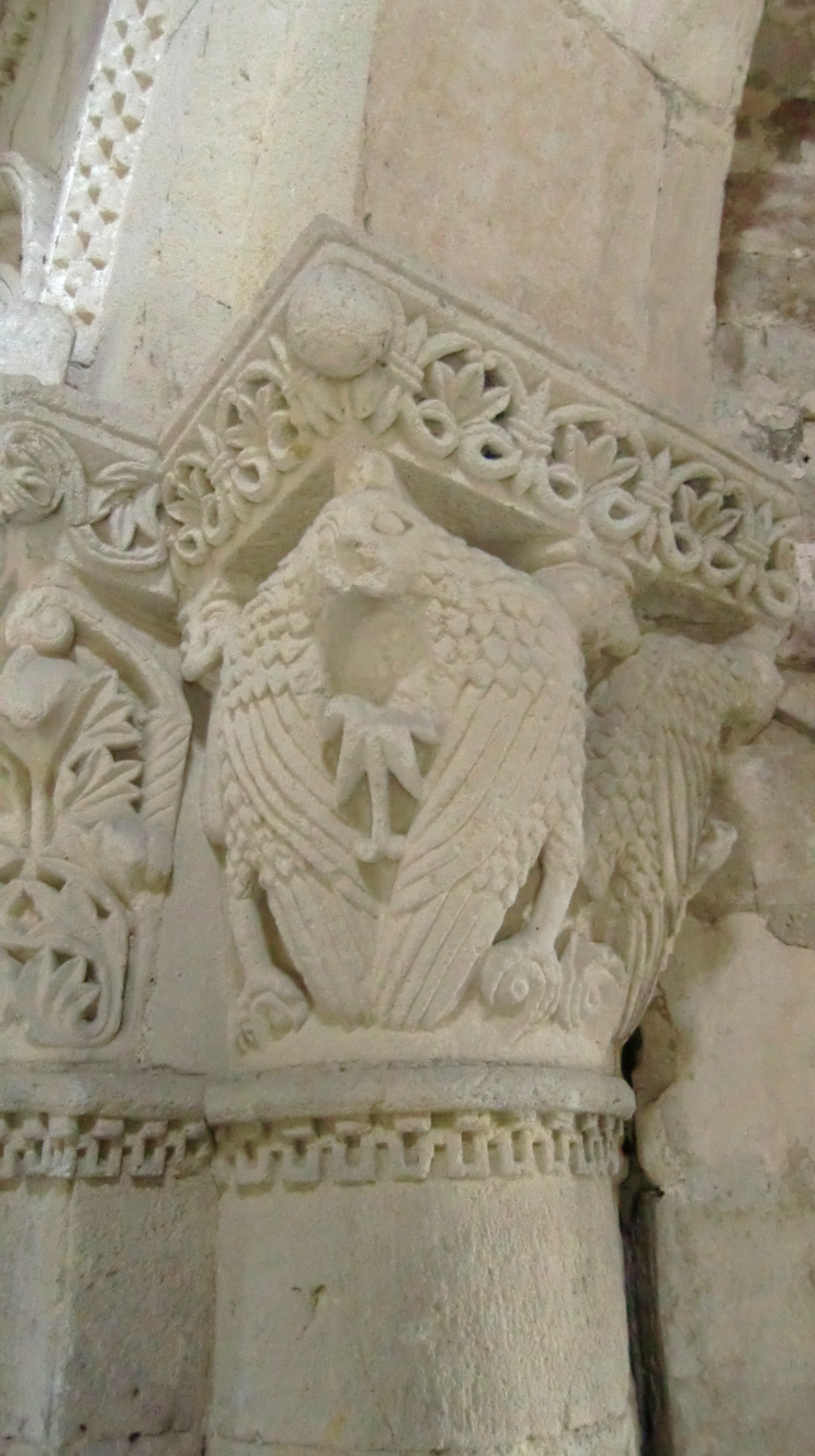
Молельня святого Лаврентия, капитель
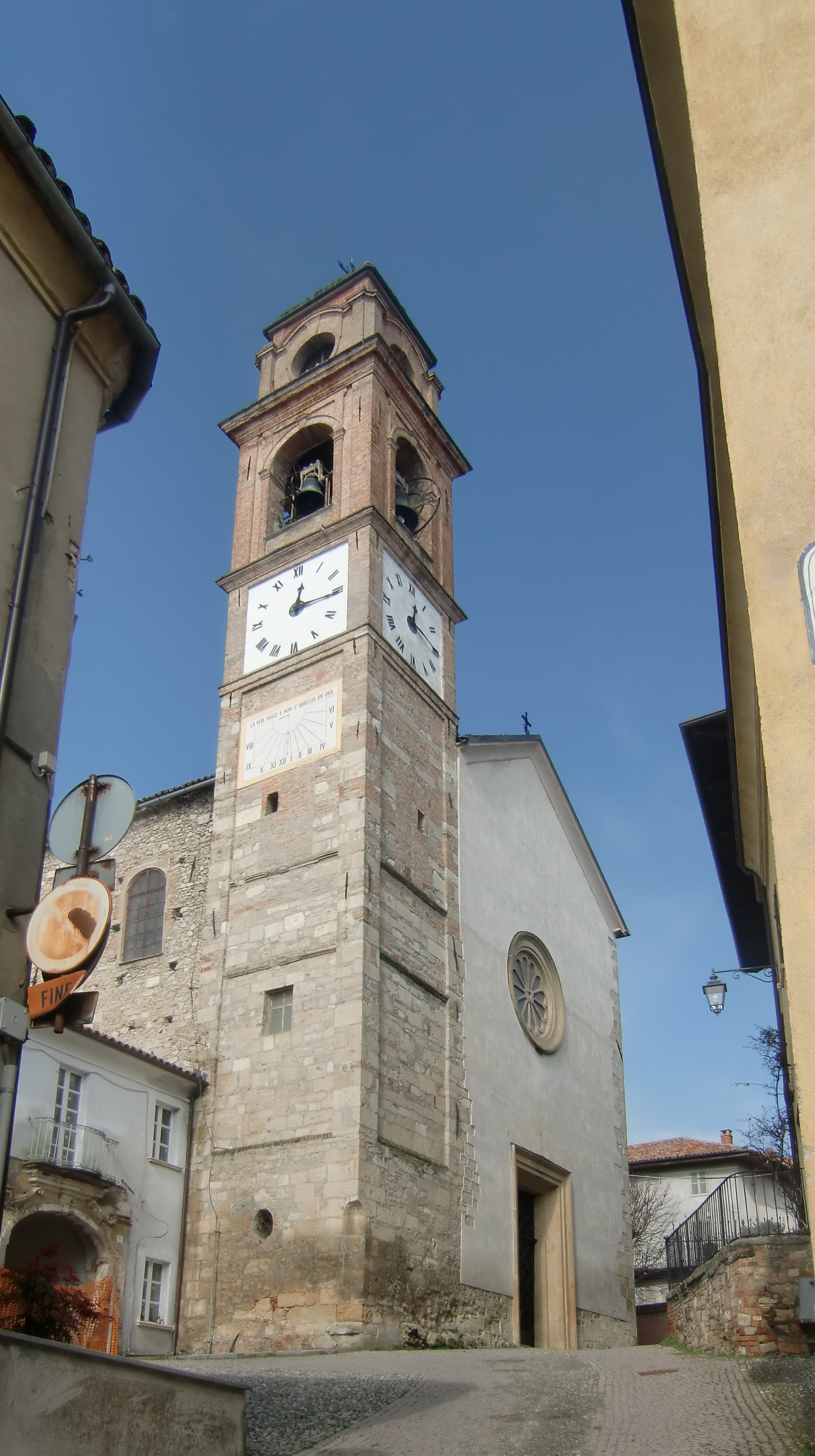
Приходской храм Пресвятой Богородицы мира[итал.]
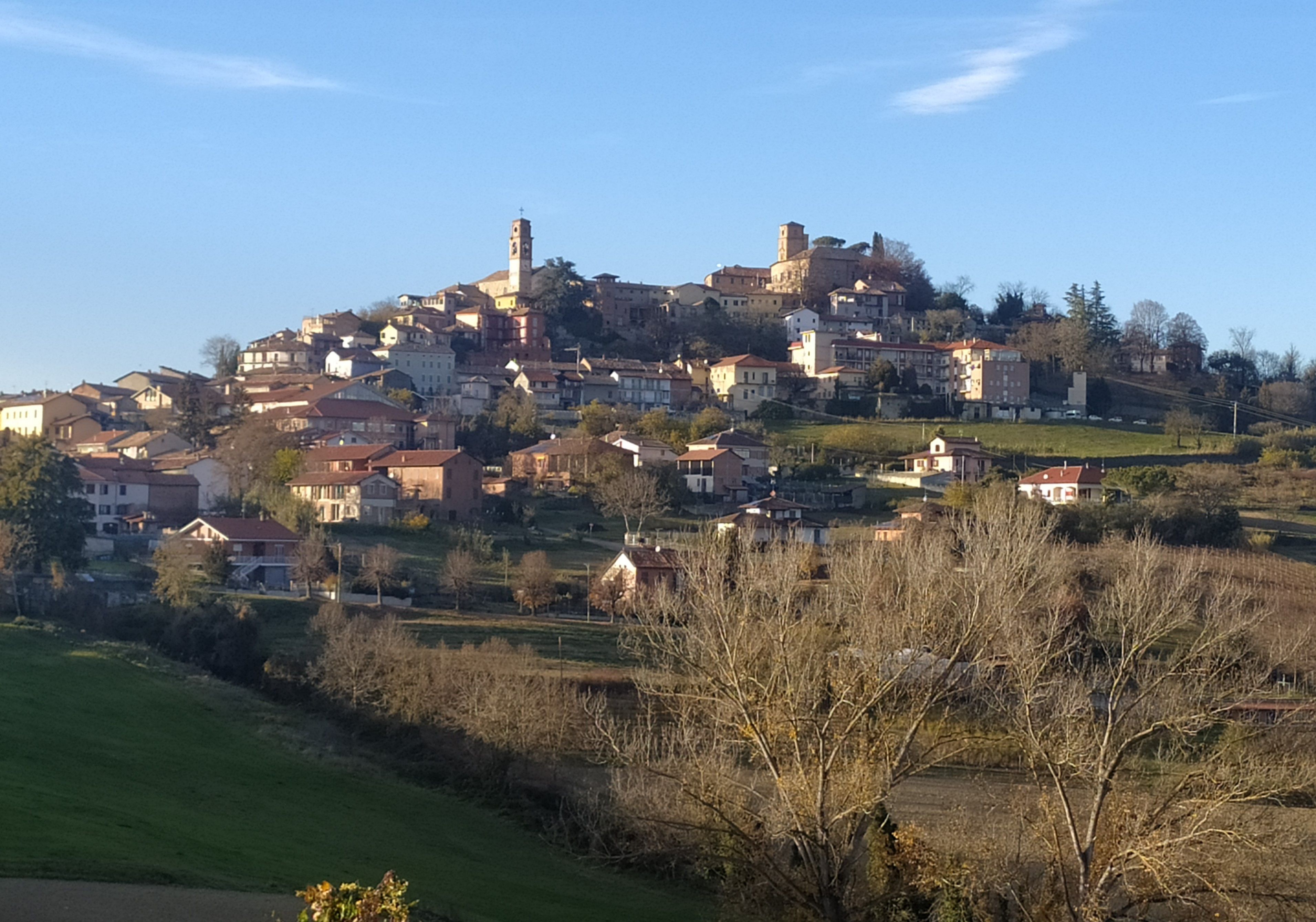
Panorama del paese di Montiglio
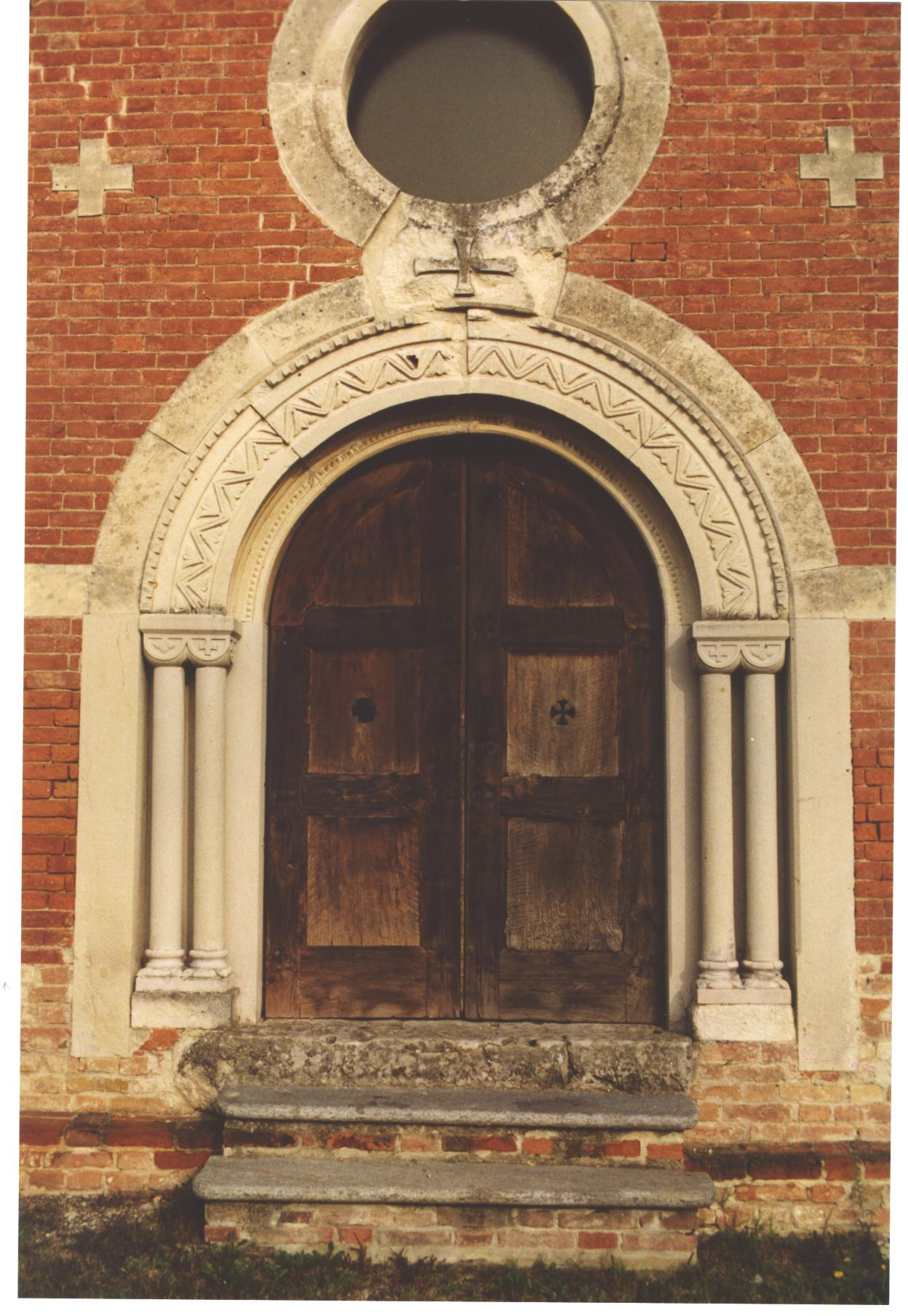
Scandeluzza, portale della chiesa romanica dei Santi Sebastiano e Fabiano
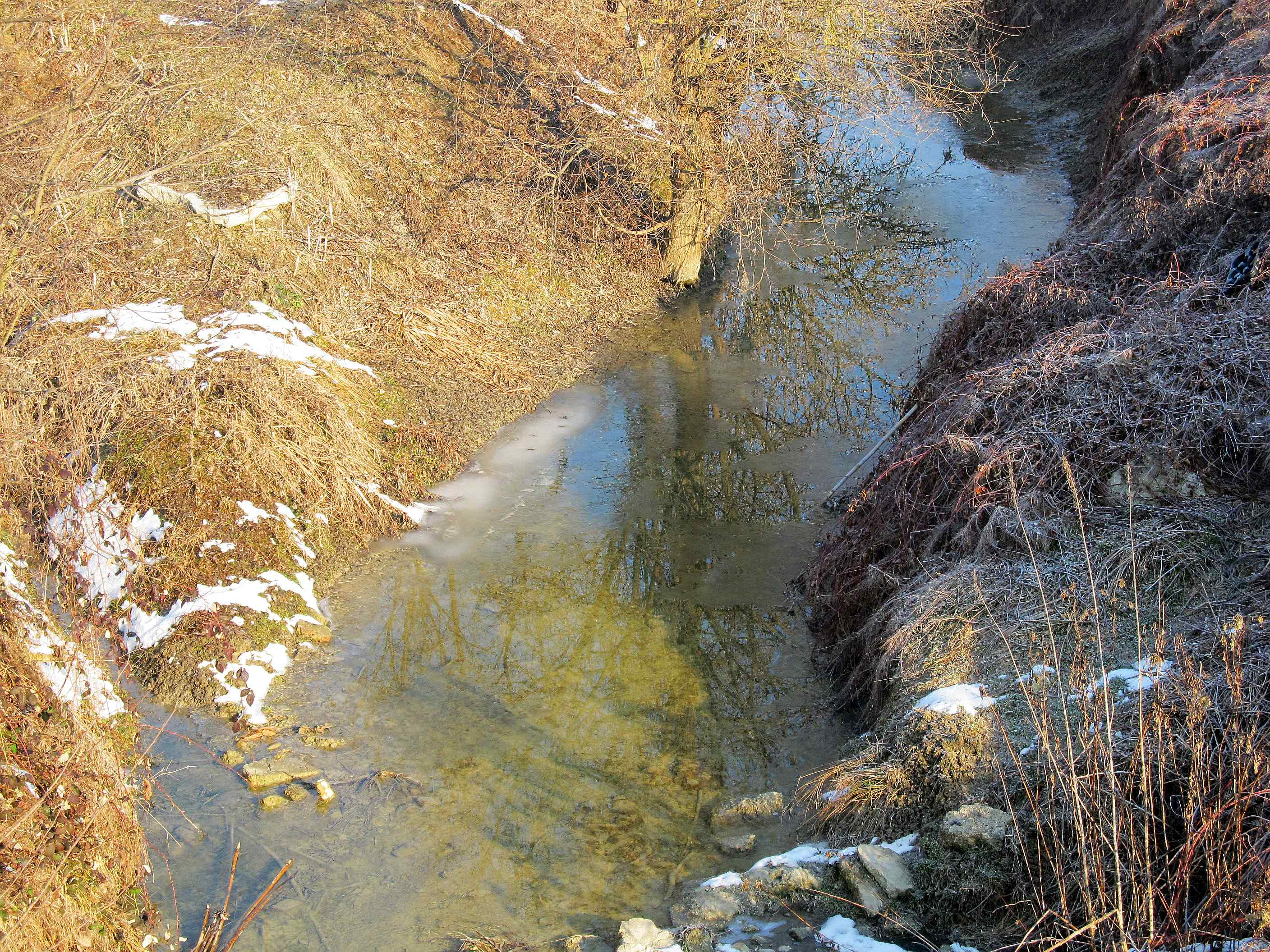
река Верса[итал.] в Монтильо
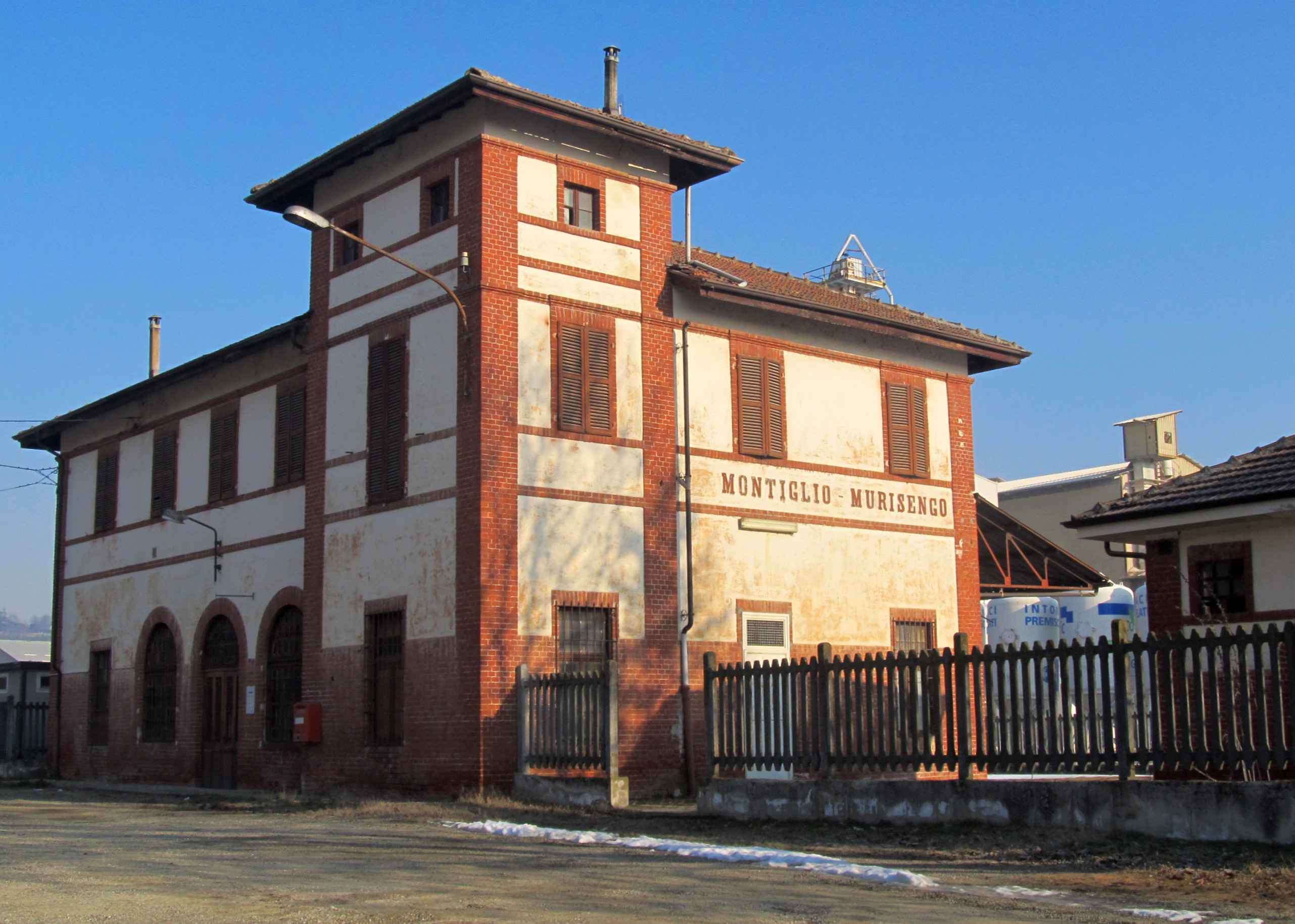
La stazione ferroviaria Montiglio-Murisengo nel febbraio 2013

## Администрация коммуны
- Официальный сайт: http://www.comune.montigliomonferrato.at.it/